# شوید
شِود یا شوِید  یا شبِت (نام علمی: Anethum graveolens dhi) گیاهی است یکساله یا دوساله که گاهی بلندی آن به یک متر نیز می‌رسد. ریشه آن راست و مخروطی شکل و سفید است. این گیاه بومی جنوب غربی و آسیا و آسیای میانه‌است و امروزه در بیشتر نقاط گیتی از جمله بخش‌های جنوب اروپا، ایران، مصر، آمریکا و چین پرورانده می‌شود.
میوه شود بیضی شکل، مسطح و به درازای ۴ میلی‌متر و پهنای ۳ میلی‌متر است. رنگ آن قهوه‌ای روشن و در سطح آن برجستگی‌هایی به رنگ زرد و در کناره‌های آن لبه بال مانندی به رنگ زرد روشن دیده می‌شود.

## تاریخچه
گویند که اصل شوید از ایران و مصر و هند بوده‌است و از این کشورها به کشورها و قارّه‌های اروپا و آمریکا رفته و کشت شده‌است. در اکثر کشورهای اطراف دریای مدیترانه کشت شوید رایج است. در برخی از نواحی این کشورها باد باعث پراکنده شدن بذر شوید و خودرو شدن آن شده‌است به‌طوری‌که در برخی از چمن‌زارها یا کناره‌های سنگ‌ها و پیاده‌روها و خانه‌های ییلاقی شوید می‌روید.

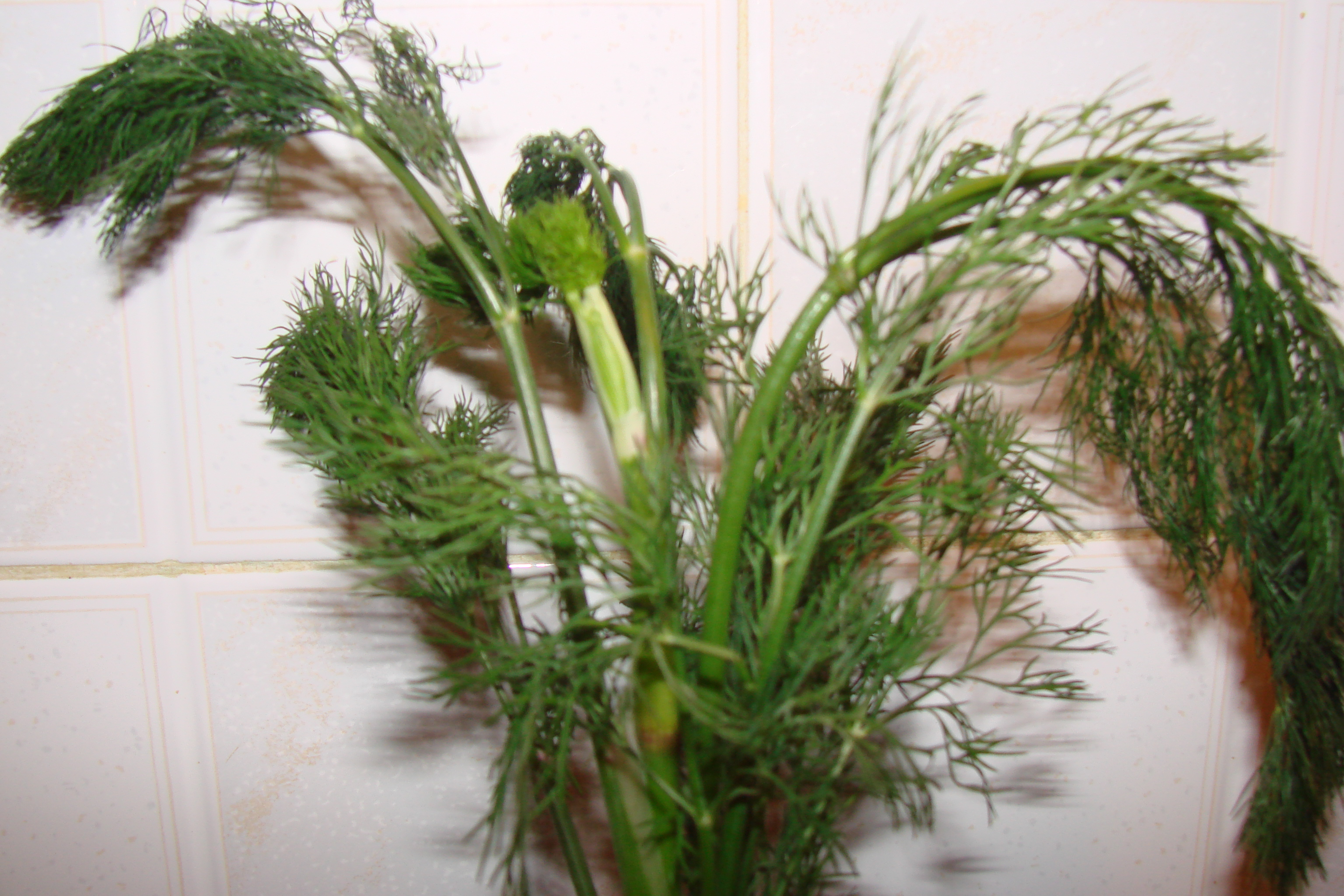
شوید

در اروپا تخم شوید در پاییز می‌رسد و پرندگان کوچک آن را سمّی می‌دانند به قدری که به آن نزدیک نمی‌شوند. البتّه احتمال می‌رود که این هراس به دلیل آن باشد که از بوی تخم شوید خوششان نمی‌آید زیرا که تخم شوید سمّی نیست. شوید در تمام تابستان گل دارد ولی گل آن از شیره و گردِ گل کمی برخوردار است.
بر روی برگ‌های پاپیروس که در مصر به دست آمده نوشته شده‌است که مصریان قدیم شوید را مثل سبزی خوردن همراه با غذا مصرف می‌نموده‌اند. در تورات گفته شده‌است که قوم بنی اسرائیل به شوید به عنوان یکی از سبزی‌های مفید توجّه داشته‌اند و مانند زیره از آن بهره می‌برده‌اند. یونانیان قدیم شوید را سبزی‌ای دارویی با خاصیّت‌های اعجاب‌انگیز می‌دانستند. فیثا غورث و بقراط حکیم معتقد بودند گرفتن چند برگ شوید در دست چپ انسان را از بیماری حمله و صرع محافظت می‌کند. در روم قدیم هم شوید نشانهٔ سر زندگی، شادابی و لذّت بوده‌است. به همین خاطر گلادیاتورها به جستجوی روغن آن بوده‌اند تا شاید بتوانند به وسیله آن قدرتمند شوند!
پیروان مکتب پزشکی «سالرن» عقیده داشتند که شوید بادشکن است و افراد چاق را لاغر می‌کند. «ماتیول» هم عقیده داشته‌است که اگر کسی دچار سکسکه شود باید نخست مقداری تخم شوید را در آتش ریخت و سوزاند، سپس به فردی که دچار سکسکه شده‌است گفت که از دود به دست آمده نفس بکشد. به این ترتیب مشکل وی هم رفع خواهد شد.

## آبیاری
نور باید غیر مستقیم باشد 
نیاز آبی باید مرطوب باشد 
دما بین 10تا 20باشد

## کاربردهای سنتی
تخم شوید آثار درمانی بسیاری دارد از جمله به‌عنوان ضد تشنج، ضد درد، باد شکم، ادرار‌آور و برای تقویت معده و به عنوان ضد التهاب موضعی به کار می‌رود.
برای کسانی که اشتهای زیادی به غذا ندارند و لاغر هستند تخم شوید بهترین دارو است زیرا اشتها را زیاد کرده معده را نیرو می‌بخشد و انرژی به بدن می‌دهد. تخم شوید را می‌توان برای ناخوشی معده، بی‌خوابی و ضد گاز معده بکار برد. خانم‌های شیر ده که شیر آن‌ها کم است باید حتماً روزی چند بار دم کرده تخم شوید بخورند یا در غذای خود مصرف کنند که به‌طور معجزه آسایی شیر آن‌ها زیاد خواهد شد.
پزشکی گیاهی ایران خواص فراوانی را برای شوید قائل است مثلاً در مورد درد شدید و ورم معده از دم کرده شوید بهره می‌جستند که اثر آرام بخش فوری دارد.
از شوید برای دل درد در حیوانات نیز سود برده می‌شود ودام داران قدیم به خوبی از این موضوع آگاه بودند. مثلاً برای گوسفند و بز کافی است که مقدار ۶۰۰ گرم تخم شوید به آن‌ها داد که نفخ و دل درد را آرام کند.
در مورد بیمارانی که مبتلا به استفراغ شدید هستند و هیچ غذایی حتی آب را نمی‌توانند در معده خود نگاهدارند بهترین درمان شوید است. این نوع بیماران باید دم کرده شوید را آهسته آهسته بنوشند.
در چین، حتی شوید را برای کمردردهایی که به علت گرفتگی عضلانی باشد به کار می‌برند.
یک نسخه کهن چینی برای باد فتق نیز از تخم شوید استفاده می‌کنند.
تخم شوید در زنان باردار احتمال سقط جنین را به همراه دارد. برگ و ساقه‌های شوید برای پایین آوردن چربی خون مفید است.
زیاده روی در خوردن شوید در مردان موجب کاهش قدرت باروری و کاهش تعداد اسپرم ها و حجم منی می شود.

## ارزش غذایی
|                            | پروتئین | پروتئین | ویتامین‌ها | ویتامین‌ها | ویتامین‌ها | ویتامین‌ها | ویتامین‌ها | ویتامین‌ها | ویتامین‌ها | ویتامین‌ها | ویتامین‌ها | ویتامین‌ها | ویتامین‌ها | ویتامین‌ها | ویتامین‌ها | کانی‌ها (مواد معدنی) | کانی‌ها (مواد معدنی) | کانی‌ها (مواد معدنی) | کانی‌ها (مواد معدنی) | کانی‌ها (مواد معدنی) | کانی‌ها (مواد معدنی) | کانی‌ها (مواد معدنی) | کانی‌ها (مواد معدنی) | کانی‌ها (مواد معدنی) | کانی‌ها (مواد معدنی) |
| غذا                        | درصد DV | Q       | A         | B1        | B2        | B3        | B5        | B6        | B9        | B12       | Ch.       | C         | D         | E         | K         | Ca                  | Fe                  | Mg                  | P                   | K                   | Na                  | Zn                  | Cu                  | Mn                  | Se                  |
| درصد کاهش ارزش بر اثر پختن |         |         | ۱۰        | ۳۰        | ۲۰        | ۲۵        |           | ۲۵        | ۳۵        | ۰         | ۰         | ۳۰        |           |           |           | ۱۰                  | ۱۵                  | ۲۰                  | ۱۰                  | ۲۰                  | ۵                   | ۱۰                  | ۲۵                  |                     |                     |
| -------------------------- | ------- | ------- | --------- | --------- | --------- | --------- | --------- | --------- | --------- | --------- | --------- | --------- | --------- | --------- | --------- | ------------------- | ------------------- | ------------------- | ------------------- | ------------------- | ------------------- | ------------------- | ------------------- | ------------------- | ------------------- |
| ذرت                        | ۲۰      | ۵۵      | ۱         | ۱۳        | ۴         | ۱۶        | ۴         | ۱۹        | ۱۹        | ۰         | ۰         | ۰         | ۰         | ۰         | ۱         | ۱                   | ۱۱                  | ۳۱                  | ۳۴                  | ۱۵                  | ۱                   | ۲۰                  | ۱۰                  | ۴۲                  | ۰                   |
| برنج                       | ۱۴      | ۷۱      | ۰         | ۱۲        | ۳         | ۱۱        | ۲۰        | ۵         | ۲         | ۰         | ۰         | ۰         | ۰         | ۰         | ۰         | ۱                   | ۹                   | ۶                   | ۷                   | ۲                   | ۰                   | ۸                   | ۹                   | ۴۹                  | ۲۲                  |
| گندم                       | ۲۷      | ۵۱      | ۰         | ۲۸        | ۷         | ۳۴        | ۱۹        | ۲۱        | ۱۱        | ۰         | ۰         | ۰         | ۰         | ۰         | ۰         | ۳                   | ۲۰                  | ۳۶                  | ۵۱                  | ۱۲                  | ۰                   | ۲۸                  | ۲۸                  | ۱۵۱                 | ۱۲۸                 |
| دانه سویا                  | ۷۳      | ۱۳۲     | ۰         | ۵۸        | ۵۱        | ۸         | ۸         | ۱۹        | ۹۴        | ۰         | ۲۴        | ۱۰        | ۰         | ۴         | ۵۹        | ۲۸                  | ۸۷                  | ۷۰                  | ۷۰                  | ۵۱                  | ۰                   | ۳۳                  | ۸۳                  | ۱۲۶                 | ۲۵                  |
| نخود کفتری                 | ۴۳      | ۹۱      | ۱         | ۴۳        | ۱۱        | ۱۵        | ۱۳        | ۱۳        | ۱۱۴       | ۰         | ۰         | ۰         | ۰         | ۰         | ۰         | ۱۳                  | ۲۹                  | ۴۶                  | ۳۷                  | ۴۰                  | ۱                   | ۱۸                  | ۵۳                  | ۹۰                  | ۱۲                  |
| سیب‌زمینی                   | ۴       | ۱۱۲     | ۰         | ۵         | ۲         | ۵         | ۳         | ۱۵        | ۴         | ۰         | ۰         | ۳۳        | ۰         | ۰         | ۲         | ۱                   | ۴                   | ۶                   | ۶                   | ۱۲                  | ۰                   | ۲                   | ۵                   | ۸                   | ۰                   |
| سیب‌زمینی شیرین             | ۳       | ۸۲      | ۲۸۴       | ۵         | ۴         | ۳         | ۸         | ۱۰        | ۳         | ۰         | ۰         | ۴         | ۰         | ۱         | ۲         | ۳                   | ۳                   | ۶                   | ۵                   | ۱۰                  | ۲                   | ۲                   | ۸                   | ۱۳                  | ۱                   |
| اسفناج                     | ۶       | ۱۱۹     | ۱۸۸       | ۵         | ۱۱        | ۴         | ۱         | ۱۰        | ۴۹        | ۰         | ۴٫۵       | ۴۷        | ۰         | ۱۰        | ۶۰۴       | ۱۰                  | ۱۵                  | ۲۰                  | ۵                   | ۱۶                  | ۳                   | ۴                   | ۶                   | ۴۵                  | ۱                   |
| شوید                       | ۷       | ۳۲      | ۱۵۴       | ۴         | ۱۷        | ۸         | ۴         | ۹         | ۳۸        | ۰         | ۰         | ۱۴۲       | ۰         | ۰         | ۰         | ۲۱                  | ۳۷                  | ۱۴                  | ۷                   | ۲۱                  | ۳                   | ۶                   | ۷                   | ۶۳                  | ۰                   |
| هویج‌ها                     | ۲       |         | ۳۳۴       | ۴         | ۳         | ۵         | ۳         | ۷         | ۵         | ۰         | ۰         | ۱۰        | ۰         | ۳         | ۱۶        | ۳                   | ۲                   | ۳                   | ۴                   | ۹                   | ۳                   | ۲                   | ۲                   | ۷                   | ۰                   |
| گوآوا یا زیتون محلی        | ۵       | ۲۴      | ۱۲        | ۴         | ۲         | ۵         | ۵         | ۶         | ۱۲        | ۰         | ۰         | ۳۸۱       | ۰         | ۴         | ۳         | ۲                   | ۱                   | ۵                   | ۴                   | ۱۲                  | ۰                   | ۲                   | ۱۱                  | ۸                   | ۱                   |
| پاپایا                     | ۱       | ۷       | ۲۲        | ۲         | ۲         | ۲         | ۲         | ۱         | ۱۰        | ۰         | ۰         | ۱۰۳       | ۰         | ۴         | ۳         | ۲                   | ۱                   | ۲                   | ۱                   | ۷                   | ۰                   | ۰                   | ۱                   | ۱                   | ۱                   |
| کدو تنبل                   | ۲       | ۵۶      | ۱۸۴       | ۳         | ۶         | ۳         | ۳         | ۳         | ۴         | ۰         | ۰         | ۱۵        | ۰         | ۵         | ۱         | ۲                   | ۴                   | ۳                   | ۴                   | ۱۰                  | ۰                   | ۲                   | ۶                   | ۶                   | ۰                   |
| روغن آفتابگردان            | ۰       |         | ۰         | ۰         | ۰         | ۰         | ۰         | ۰         | ۰         | ۰         | ۰         | ۰         | ۰         | ۲۰۵       | ۷         | ۰                   | ۰                   | ۰                   | ۰                   | ۰                   | ۰                   | ۰                   | ۰                   | ۰                   | ۰                   |
| تخم‌مرغ                     | ۲۵      | ۱۳۶     | ۱۰        | ۵         | ۲۸        | ۰         | ۱۴        | ۷         | ۱۲        | ۲۲        | ۴۵        | ۰         | ۹         | ۵         | ۰         | ۵                   | ۱۰                  | ۳                   | ۱۹                  | ۴                   | ۶                   | ۷                   | ۵                   | ۲                   | ۴۵                  |
| شیر                        | ۶       | ۱۳۸     | ۲         | ۳         | ۱۱        | ۱         | ۴         | ۲         | ۱         | ۷         | ۲٫۶       | ۰         | ۰         | ۰         | ۰         | ۱۱                  | ۰                   | ۲                   | ۹                   | ۴                   | ۲                   | ۳                   | ۱                   | ۰                   | ۵                   |

درصد کاهش ارزش بر اثر پختن : حداکثر کاهش درصدی ارزش‌های غذایی به دلیل جوشیدن بدون در نظر گرفتن گروه گیاه‌خواری حاوی شیر و تخم مرغ (ovo-lacto-vegetables group).